# HD 185436
HD 185436，又名BD+20 4210，SAO 87489、HR 7472，是一颗恒星，视星等为6.48，位于銀經56.66，銀緯-0.41，其B1900.0坐标为赤經19h 33m 56.5s，赤緯+20° -0.41′ 27″。